# Pandercetes decipiens
Pandercetes decipiens är en spindelart som beskrevs av Pocock 1899. Pandercetes decipiens ingår i släktet Pandercetes och familjen jättekrabbspindlar. Inga underarter finns listade i Catalogue of Life.